# Opius pygmaeator
Opius pygmaeator är en stekelart som först beskrevs av Christian Gottfried Daniel Nees von Esenbeck 1811.  Opius pygmaeator ingår i släktet Opius och familjen bracksteklar. Arten är reproducerande i Sverige. Inga underarter finns listade i Catalogue of Life.